# Bolitogyrus marquezi
Bolitogyrus marquezi (лат.) — вид коротконадкрылых жуков рода Bolitogyrus из подсемейства Staphylininae (Staphylinidae). Неотропика: Мексика (Morelos, Guerrero). Вид назван в честь мексиканского энтомолога Хуана Маркеса Луна (Dr. Juan Márquez Luna, MZFC, Museo de Zoología, Мехико, Мексика), собравшего типовую серию.

## Описание
Длина около 1 см. Голова без центрального выступа; генитальные и абдоминальные сегменты VIII немного светлее предыдущих сегментов; надкрылья с мелкими пунктурами.
От близкого вида Bolitogyrus buphthalmus отличается чёрными пронотумом и надкрыльями с бронзово-металлическим блеском.
Антенномеры I—V усиков без плотного опушения; боковые части задних голеней без шипиков, только со щетинками; глаза сильно выпуклые и занимающие почти всю боковую поверхность головы. Обнаружен на гнилой древесине в смешанных лесах на высотах 1700—2450 м.
Вид был впервые описан в 2014 году датским колеоптерологом Адамом Брунком (Adam J. Brunke; Biosystematics, Natural History Museum of Denmark, University of Copenhagen, Копенгаген, Дания).